# Bromham (Wiltshire)
Pour les articles homonymes, voir Bromham.
Bromham est une paroisse civile et un village du Wiltshire, en Angleterre.